# フェルナン・クノップフ
フェルナン・クノップフ（Fernand Khnopff, 1858年9月12日 - 1921年11月12日）は、ベルギーの画家。ベルギー象徴派の代表的な人物。

## 生涯

### 幼少時代と画家としての訓練
フェルナン・クノップフはブルジョワジーの裕福な家庭に生まれた。クノップフの祖先は17世紀初期にはフランドルにいたが、オーストリアやポルトガルの血を引いている。クノップフ家では、ほとんどの男子は法律家か判事になるため、若いフェルナンは法律方面でのキャリアを積むことを運命づけられていた。裁判所判事であった父親の仕事の都合で1859年から1864年まで彼はブリュージュに住んだ。その幼少時代のブリュージュに関する記憶が後の彼の作品に影響を与えたと考えられる。1864年に一家はブリュッセルに移る。
両親の希望もあり、彼は18歳のときにブリュッセル自由大学の法学部に通うようになる。この時期に彼は文学に情熱を傾けるようになり、シャルル・ボードレール、ギュスターヴ・フローベール、シャルル＝マリ＝ルネ・ルコント・ド・リールといったフランスの著述家たちに傾倒するようになる。弟のジョルジュ・クノップフ（現代音楽と詩作に傾倒していた）らと共に「若きベルギー (La Jeune Belgique) 」という名前のグループを形成する。そのグループにはジョルジュ・ローデンバック、エミール・ヴェラーレンなどがいた。
法律の勉強に興味が持てなくなったクノップフは大学を去り、 グザヴィエ・メルリのアスタジオに出入りするようになる。1876年10月25日、クノップフはブリュッセル王立美術アカデミーに入学する。1877年から1880年の間、クノップフはパリを何回か訪れ、ウジェーヌ・ドラクロワ、ドミニク・アングル、ギュスターヴ・モロー、アルフレッド・ステヴァンスといった画家たちの作品に触れる。1878年にパリで開かれた国際博覧会ではジャン＝フランソワ・ミレーやエドワード・バーン＝ジョーンズの作品にも触れる。アカデミーでの最後の年である1878年から1879年は授業に出席せず、パリに住んでアカデミー・ジュリアンでジュール・ジョゼフ・ルフェーブルの授業に出席した。

### 初期のキャリアと20人会

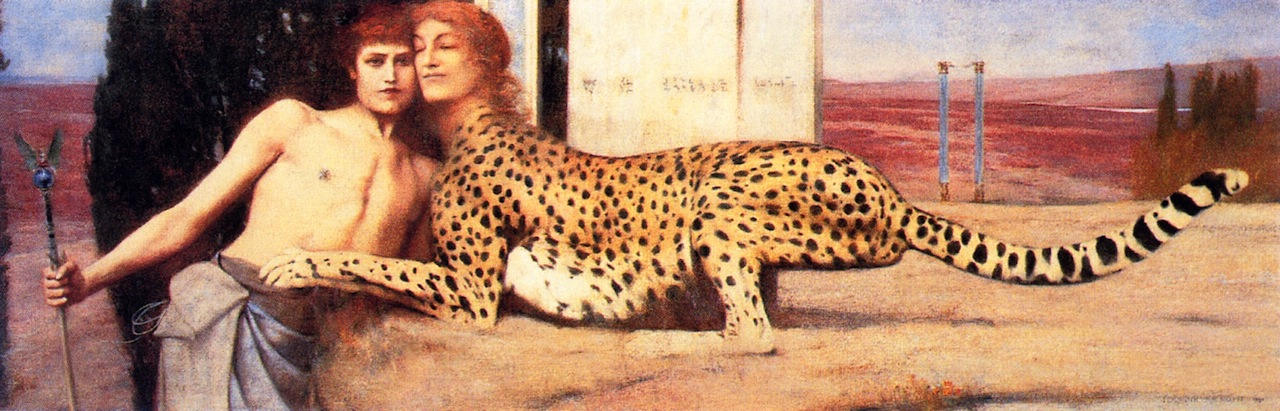
『スフィンクスの愛撫』

1881年にブリュッセルの"Salon de l'Essor" にてクノップフの作品が初めて紹介された。エミール・ヴェラーレンは称賛したが、その他の批評家たちはかなり厳しい批評をした。ヴェラーレンは生涯に渡ってクノップフの支持者となり、クノップフに関する最初の研究論文を書くことになる。1883年には20人展会の設立メンバーの一人となり、20人会主催で年に１回展覧会が開かれるようになる。1885年、クノップフはフランスの著述家で薔薇十字団の長でもあったジョゼファン・ペラダンに出合い、ペラダンに彼の新しい本『至高の悪徳』のカバーデザインを依頼される。クノップフはこの仕事を引き受けたが、後にその作品は破棄している。何故ならそのデザインに使われた空想上の人物像が当時の有名歌手ローズ・カロンに似ており、カロン側がこれに対して立腹したためである。この激しい反応は当時のベルギーやパリの出版業界でスキャンダルとなったが、同時にクノップフの芸術家としての名前を確立するものともなった。クノップフは引き続きペラダンの本の挿絵を描いた。

### 後年
1889年にクノップフはイングランドと関係を持つようになり、後にはその地で定期的な展覧会が開かれることになる。そこでウィリアム・ホルマン・ハント、ジョージ・フレデリック・ワッツ、ダンテ・ゲイブリエル・ロセッティ、フォード・マドックス・ブラウン、エドワード・バーン＝ジョーンズといった画家たちと親交を深めるようになる。 1895年よりイギリスの芸術雑誌"The Studio"の特派員となる。1898年3月、クノップフは21作品をウィーン分離派による第1回分離派展に出品し、大きな称賛を得た。 この時にクノップフの作品はグスタフ・クリムトに影響を与えたといわれている。
1900年以降、クノップフは自身の新しい家とスタジオ（取り壊され現在では存在していない）のデザインに携わるようになる。この家はウィーン分離派、特に建築家のヨゼフ・マリア・オルブリッヒの影響を受けていた。彼のモットーであった"On a que soi" (=One has but oneself) は入口のドアの上に掲げられ、またアトリエの床の白いモザイクにも金色の輪の中に書かれていた。 こういった舞台風の意匠はクノップフの舞台やオペラに対する情熱が現れたものであった。クノップフは1903年にジョルジュ・ローデンバックの舞台のセットをデザインした。この作品はマックス・ラインハルトによって監督された。クノップフが幼少時代を過ごしたブリュージュのミステリアスな街並みを想起させるこの舞台は、ベルリンの観衆に好評であった。1903年にブリュッセルのモネ劇場で上演されたエルネスト・ショーソンのオペラ『アルテュス王』（Le Roi Arthus）の衣装とセットを手掛け、その後10年間にモネ劇場で上演された多くのオペラ作品の制作に関わった。 1904年には サン＝ジリ の議会に依頼され、市庁舎の天井の装飾を手掛けた。同年、銀行家アドルフ・ストックレーに依頼されてストックレー邸の音楽室の内装を手掛けた。ストックレー邸はヨーゼフ・ホフマンやクリムトが建設・内装を手掛けているため、ここでもウィーン分離派との交流が見られる。
クノップフはどちらかといえば控えめで打ち解けない人柄であったが、彼の作品は存命期よりカルト的な人気を集めていた。レオポルド勲章を受賞している。
クノップフは1921年にブリュッセルで死去し、Laeken Cemeteryに埋葬された。

## 代表作
- 天井画－絵画、音楽、詩歌　1880年　姫路市立美術館
- シューマンを聞きながら　1883年　ベルギー王立美術館
- ヴァン・デル・ヘクト嬢の肖像　1883年　ベルギー王立美術館
- マリー・モンノンの肖像　1887年　オルセー美術館
- 記憶　1889年　ベルギー王立美術館
- 私は私自身に対してドアを閉ざす　1891年　ノイエ・ピナコテーク
- フォッセ、モミの木の林　1894年　ベルギー王立美術館
- スフィンクスの愛撫　1896年　ベルギー王立美術館

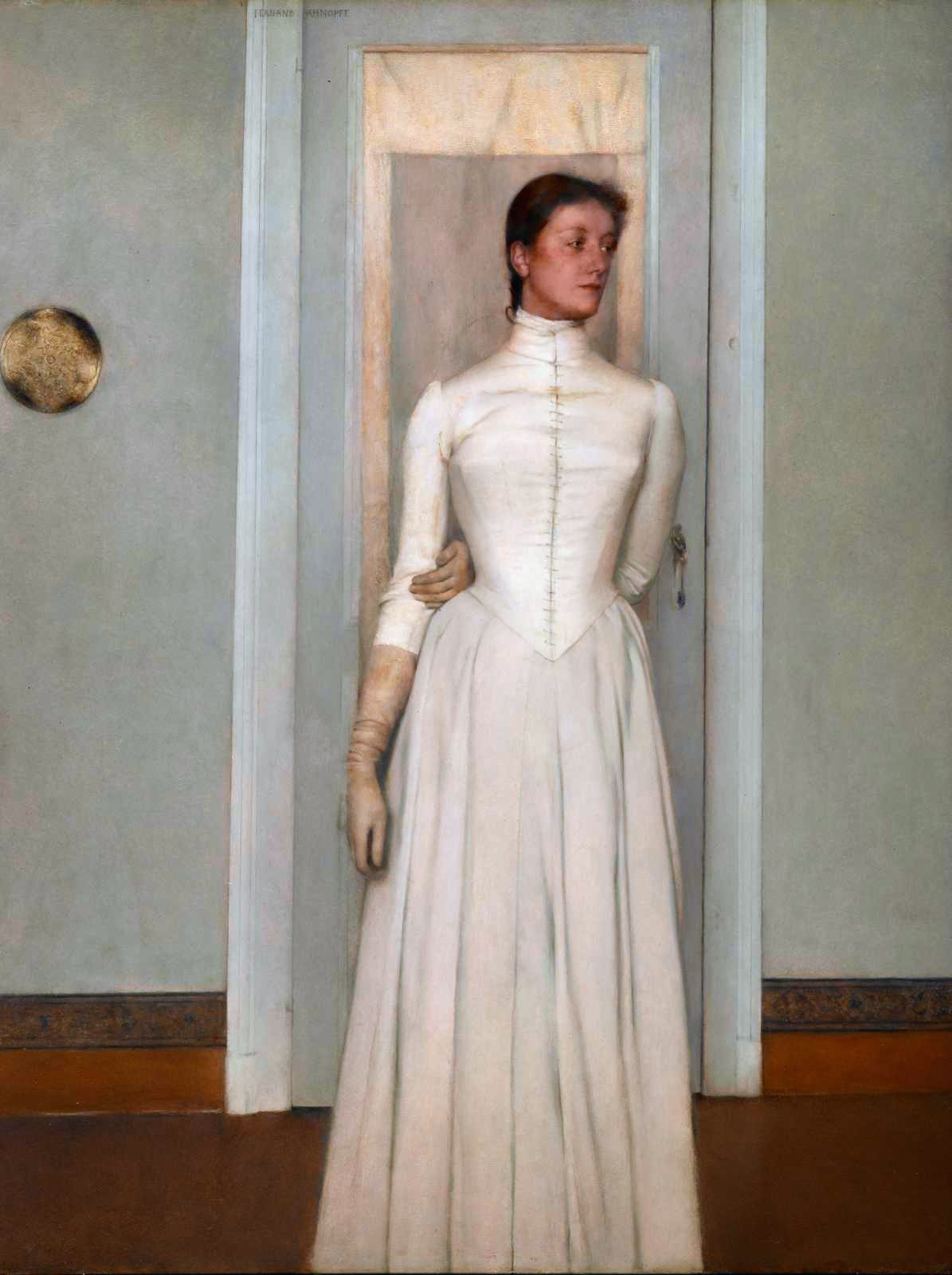
Portrait of Marguerite Khnopff (1887)
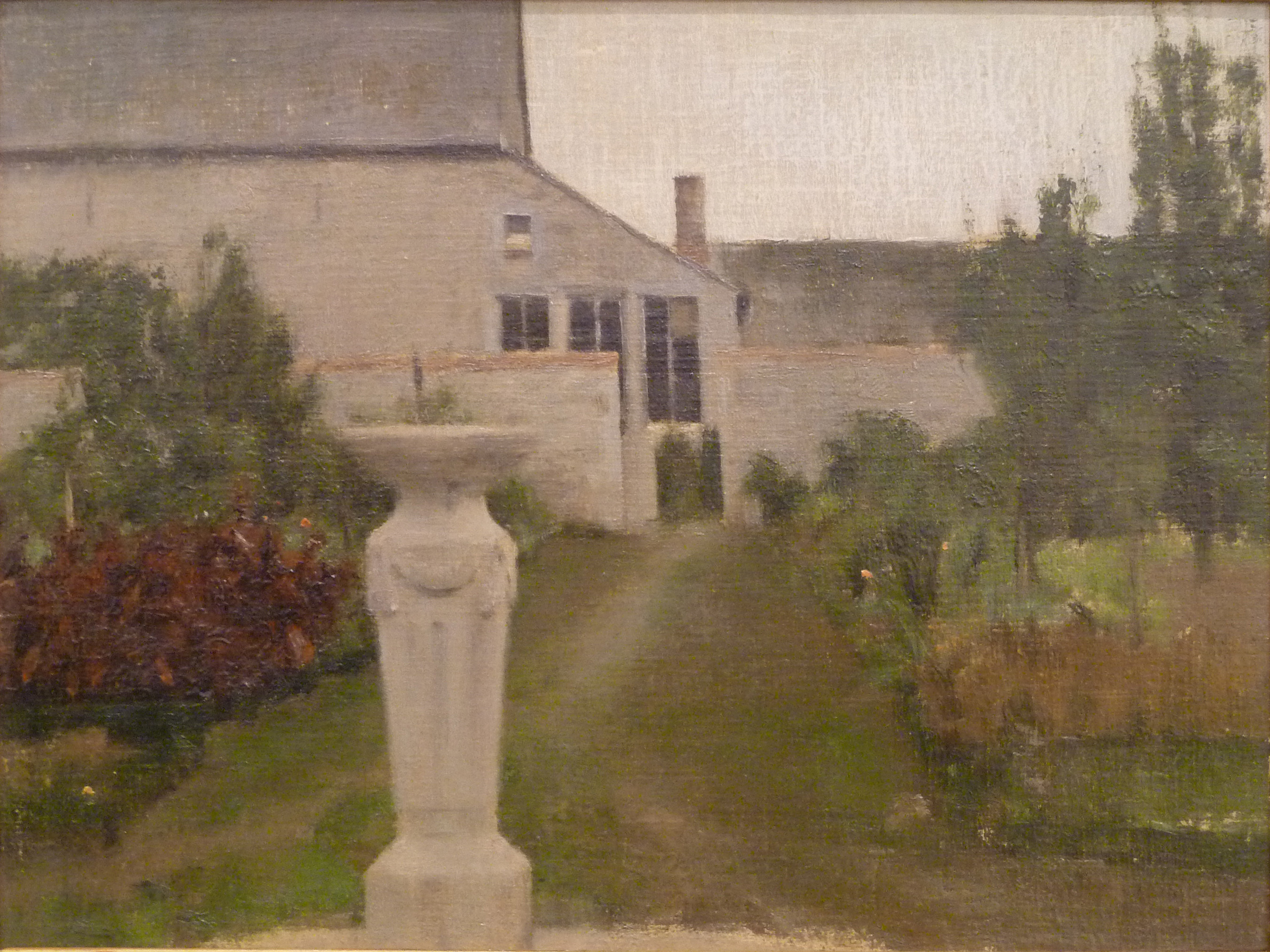
The Garden (1886)
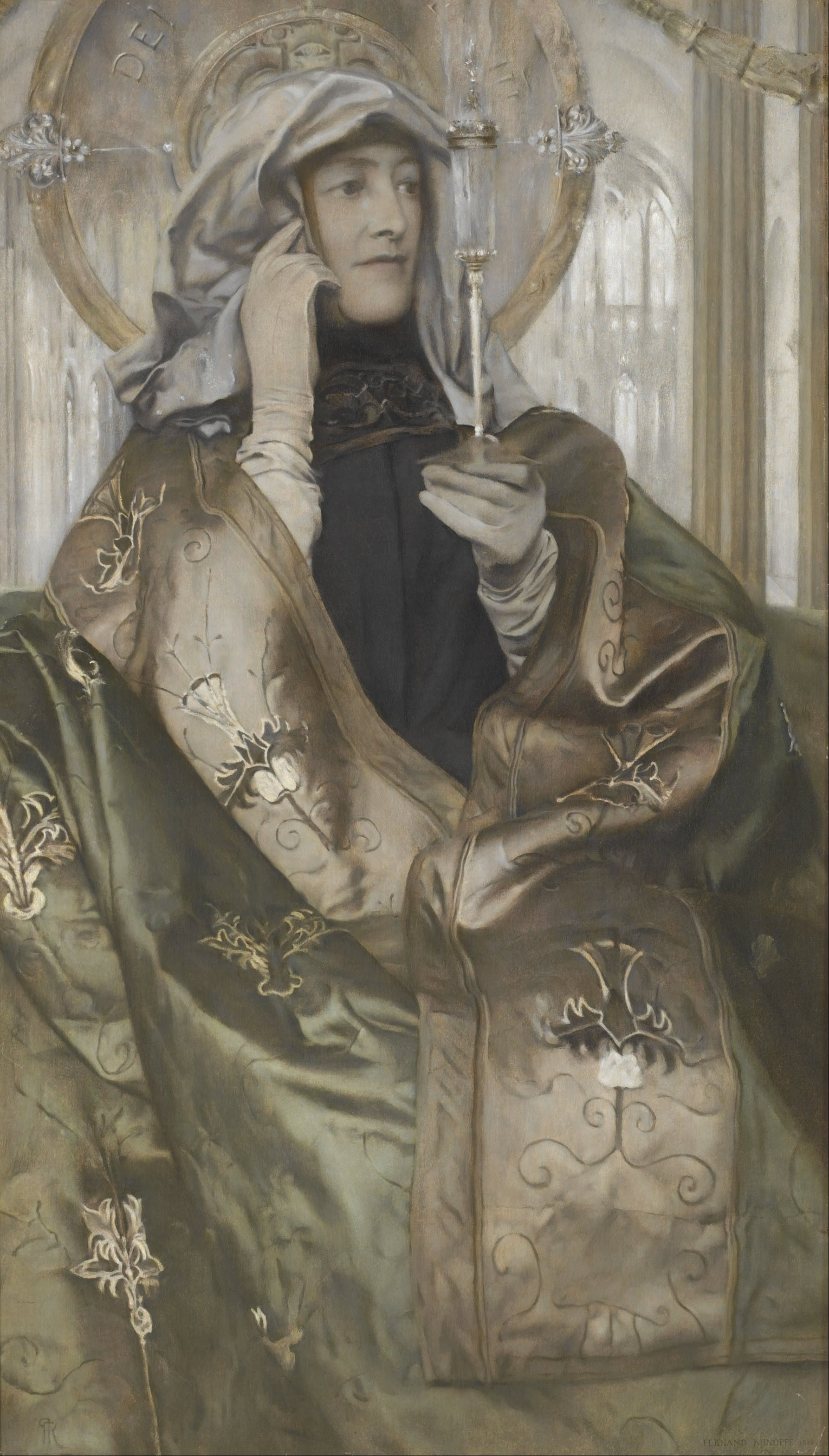
Incense
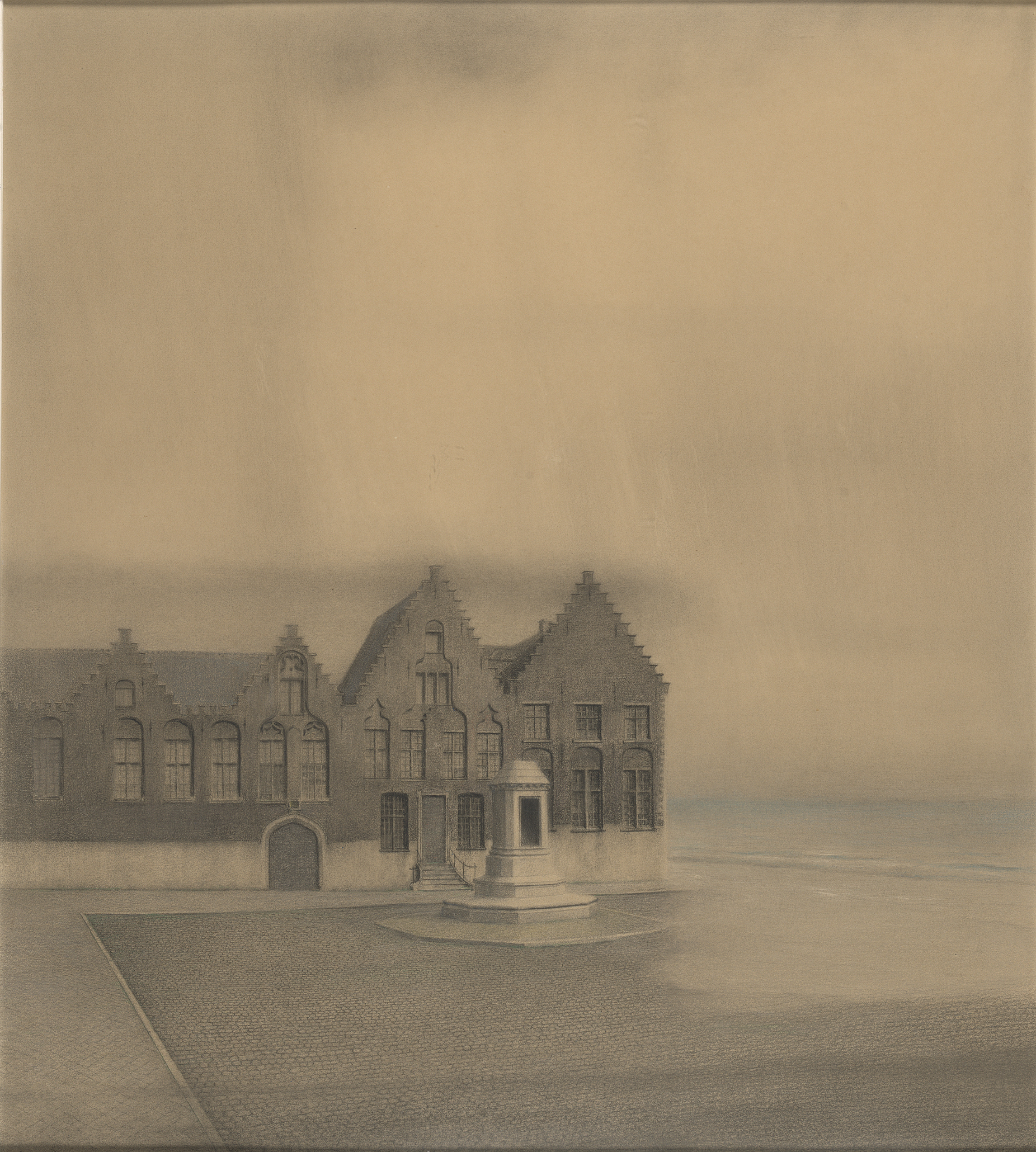
The abandoned city, a symbolist drawing by Fernand Khnopff, was inspired by the landscape of Woensdagmarkt square in Bruges.
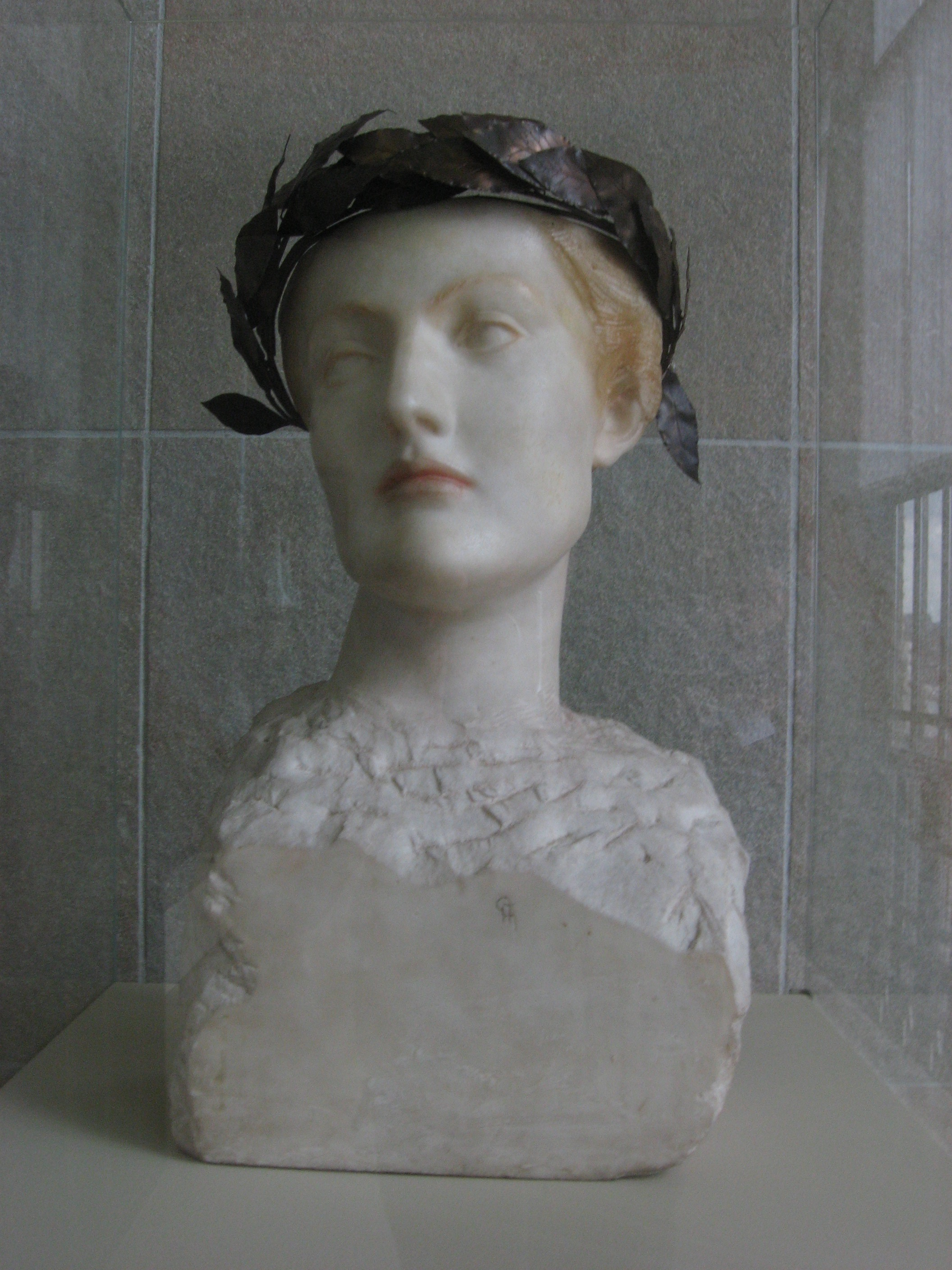
Futur or A young English woman (1898)
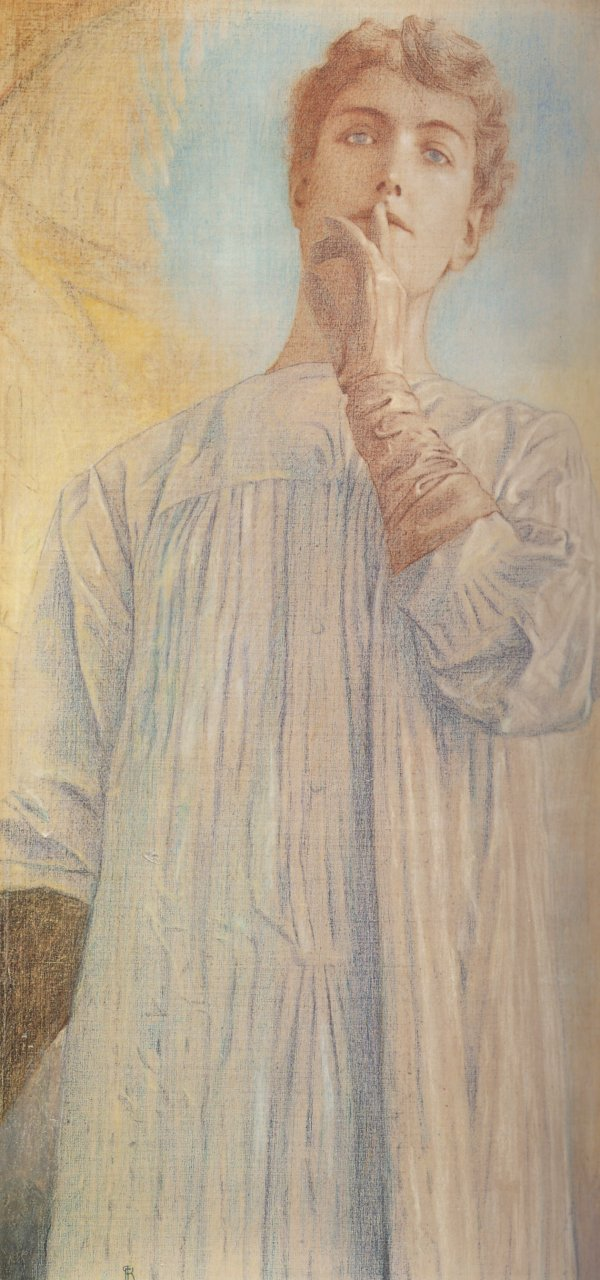
Silence (1890)
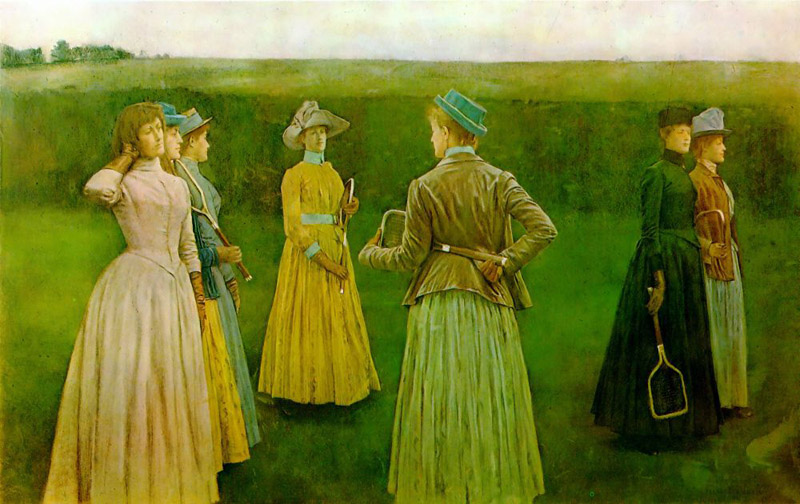
Memories or Lawn Tennis (1889)

## 参照
1. ↑  Laurent Busine, '"To Sir Edward Burne-Jones from Fernand Khnopff"' in: Fernand Khnopff 1858-1921, exhib.cat. Brussels, Salzburg, Boston, 2003-2004: 45-52
2. 1 2  Fernand Khnopff et ses rapports avec la Secession Viennoise, exhib.cat. Brussels, 1987
3. ↑  A description and photographs of the house and its interiors were published in "The Studio" in 1912. see the following link: Villa Khnopff on ArtMagick
4. ↑  Joris Van Grieken, 'Khnopff and the Théâtre Royal de la Monnaie' in:Fernand Khnopff 1858-1921 exhib.cat. Brussels, Salzburg, Boston, 2003-2004:65-69.
5. ↑  “Khnopff's I Lock the Door Upon Myself, 1891”.  Smarthistory at Khan Academy. 2016年2月9日閲覧。
6. ↑  “Khnopff's Jeanne Kéfer”.  Smarthistory at Khan Academy. 2016年2月9日閲覧。